# Tottenham Hotspur Stadium
El Tottenham Hotspur Stadium és un recinte esportiu situat a la ciutat de Londres, Anglaterra, Regne Unit. Hi disputa els seus partits com a local el Tottenham Hotspur Football Club de la Premier League anglesa. Va ser inaugurat l'abril de 2019.
Construït en el mateix lloc on s'emplaçava l'antic estadi del club, White Hart Lane, compta amb una capacitat per a 62.850 espectadors, cosa que el converteix en el setè estadi més gran del Regne Unit i el tercer de la Premier League, només per darrere d'Old Trafford i l'Estadi Olímpic de Londres.